# 張龍
張 龍（ちょう りゅう、? - 1397年）は、元末から明初の軍人。濠州（現在の安徽省鳳陽県）の人。朱元璋に仕えて、明建国の功臣となった。

## 生涯
| 姓名         | 張龍                                                        |
| 時代         | 元代 - 明代                                                 |
| 生没年       | 生年不詳 - 洪武30年（1397年）                               |
| 字・別名     | -                                                           |
| 本貫・出身地 | 濠州（現在の安徽省鳳陽県）                                  |
| 職官         | 花槍所千戸→威武衛指揮僉事→鳳翔衛指揮 →僉大都督府事→世指揮使 |
| 爵位         | 鳳翔侯（明）                                                |
| 諡号         | -                                                           |
| 陣営・所属   | 朱元璋                                                      |
| 家族・一族   | 子:張麟                                                     |

至正13年（1353年）、定遠攻略に参加した24将の1人。
至定15年（1355年）6月、渡江に従った。
至定17年（1357年）3月に常州、4月に寧国を攻略した。
至定18年（1358年）12月、婺州を攻略した。
至定21年（1361年）8月、江州攻略に都先鋒として参加した。
至定24年（1364年）2月、武昌を攻略し、花槍所千戸を授けられた。
至定26年（1366年）3月、淮東を攻略し、海安を守った。張士誠軍と海口で戦い、彭元帥を捕らえ、捕虜数百を得た。
至定27年（1367年）7月、通州に侵攻し、賊将を斬った。威武衛指揮僉事に抜擢された。
洪武元年（1368年）、山東・河南平定に参加した。5月、潼関を攻略し、副留守として、これを守った。
洪武3年（1370年）、鳳翔衛指揮となり、鳳翔を守った。賀宗哲が鳳翔を囲んだ。張龍は固く守った。賀宗哲が北門を攻め、張龍は兵を出して戦った。矢傷を右肘に受けたが、動じることなく戦い続け、敵軍を大敗させた。鳳州を攻略し、李参政等20余人を捕らえた。5月、徐達が沔州を攻め、張龍は一軍を率い、鳳翔を経由して興元を攻めた。興元の守将の劉思忠は降伏した。金興旺と共に興元を守った。7月、夏の将の呉友仁が興元に侵攻し、張龍が迎え撃った。呉友仁軍は3万、興元の守備軍は3千であり、守備側が不利な状況にあった。呉友仁は繰り返し攻撃をしかけた。張龍は北門から突出し、敵軍は武器や防具を捨てて敗走した。以後、再び興元を攻めることはできなくなった。僉大都督府事となった。
洪武11年（1378年）、副将として李文忠に従い、洮州を攻略した。鳳翔侯に封ぜられ、禄2千石を賜り、世指揮使となった。
洪武14年（1381年）、傅友徳に従い、雲南に遠征した。
洪武15年（1382年）2月、七星関・大理・鶴慶を攻略し、諸洞の蛮族を平らげた。禄5百石を加えられた。
洪武20年（1387年）1月、馮勝に従い、6月、金山でナガチュを降伏させた。
洪武21年（1388年）、馮勝に従い、雲南へ遠征した。常徳が叛き、軍を去った。張龍は重慶まで追いかけ、これを捕らえた。
洪武23年（1390年）1月、唐勝宗と共に平越・鎮遠・貴州の屯田を行い、龍里衛を置いた。都勻で反乱がおきたときには、藍玉を補佐して、これを平定した。
洪武30年（1397年）、亡くなった。